# أماندا نيلدين
أماندا نيلدين (مواليد 7 أغسطس 1998) هي لاعبة كرة قدم سويدية تلعب كمدافع في نادي يوفنتوس.

## روابط خارجية
- أماندا نيلدين على موقع اتحاد السويد (السويدية)
- أماندا نيلدين على موقع قاعدة بيانات كرة القدم.إي يو (الإنجليزية)
- أماندا نيلدين على موقع Soccerway.com (الإنجليزية)
- أماندا نيلدين على موقع عالم كرة القدم.نت (الإنجليزية)